# Kuniwo Nakamura
Kuniwo Nakamura (ur. 24 listopada 1943 w Peleliu, zm. 14 października 2020) – polityk Palau, szósty prezydent tego kraju w latach 1993–2001. W latach 1988–1993 wiceprezydent.
Kształcił się na Uniwersytecie Hawajskim, a następnie pracował jako nauczyciel i doradca w dziedzinie ekonomii, aby kierować zarządzaniem terytorium Palau. Jego kariera polityczna rozpoczęła się wraz z wyborami Kongresu Mikronezji w 1975 roku. Pełnił także funkcję ministra sprawiedliwości. 
Syn japońskich imigrantów.